# Karl Simon (Politiker, 1885)

Karl Simon

Karl Simon (* 25. März 1885 in Zweibrücken; † 16. März 1961 in Iserlohn) war ein deutscher Politiker (NSDAP).

## Leben und Wirken
Nach dem Besuch der Volksschule und der Realschule trat Simon 1905 in das Bayerische 1. Ulanen-Regiment ein, mit dem er von August 1914 bis November 1918 am Ersten Weltkrieg teilnahm. Im Februar 1920 schied er als Leutnant aus der Armee aus. Anschließend verdiente er seinen Lebensunterhalt als Bankbeamter und als kaufmännischer Angestellter.
Simon trat der NSDAP 1920 bei und war bis 1923 am Aufbau der Parteiorganisation in der Pfalz beteiligt. 1922 war er Mitbegründer der NSDAP-Ortsgruppe in Ludwigshafen am Rhein. Während des passiven Widerstands gegen die Ruhrbesetzung wurde Simon im März 1923 von den französischen Besatzungstruppen verhaftet und zwei Monate später aus der Pfalz ausgewiesen. Simon wechselte nach Mitteldeutschland, wo er zwischen Juni und November 1923 Bezirksführer der Partei war. Er trat am 27. Mai 1925 der neu gegründeten NSDAP bei (Mitgliedsnummer 5.917). Später war er Gründer der NSDAP-Ortsgruppe in Leuna, Kreisleiter der Partei für Merseburg, Gauwirtschaftsreferent und Mitglied der Gauleitung sowie vorübergehend stellvertretender Gauleiter für Halle-Merseburg. 1929 war er unter dem Pseudonym „Spektator“ Mitarbeiter mehrerer nationalsozialistischer Zeitungen.
Von 1932 bis 1933 saß Simon als Abgeordneter im Preußischen Landtag. Vom 12. November 1933 bis zum Ende der NS-Herrschaft gehörte Simon dem nationalsozialistischen Reichstag als Vertreter des Wahlkreises 11 (Merseburg) an. Ab Oktober 1933 war Simon Gauarbeitsführer für Halle-Merseburg. Im Reichsarbeitsdienst wurde er im April 1945 zum Obergeneralarbeitsführer befördert.
Im Januar 1958 heiratete Simon in Garmisch-Partenkirchen.